# Еврейски гробища (Щип)
Еврейските гробища (на македонска литературна норма: Еврејски Гробишта) са гробищният парк на еврейската община в град Щип, Република Македония, унищожена по време на Втората световна война в лагерите на смъртта. Обявени са за значимо културно наследство на Република Македония.

## Описание
Гробищата са разположени веднага източно от православното гробище, в югозападния край на града. Те са единственият останал паметник от Щипската еврейска община. Голяма част от надгробните плочи са използвани за облицоване на банята Кежовица. В единия сектор на гробищата са запазени 41 гроба, във втория – 16, а в третия 37. Надгробните камъни са с полусводест, двускатен или равен хоризонтален завършек. Надписите са на иврит и рядко на кирилица, като се среща и Давидова звезда.